# Dickinson (hrabstwo Broome)
Dickinson – miasto w Stanach Zjednoczonych, w stanie Nowy Jork, w hrabstwie Broome.